# タクシー運転手さん一番うまい店に連れてって!
『タクシー運転手さん一番うまい店に連れてって!』（タクシーうんてんしゅさんいちばんうまいみせにつれてって）は、テレビ東京系列で2022年4月7日から毎週木曜日 18:25 - 19:58（JST）に放送されているグルメバラエティ番組。通称は『タクうま』。

## 概要
「全国それぞれの都市の美味しいお店を知っているのはタクシーの運転手さんである」をコンセプトに、番組スタッフが全国1000人以上のタクシー運転手を取材して、美味しい店に連れてってもらうというグルメバラエティ番組。
レギュラー放送開始前、2021年9月26日と12月23日にパイロット版が放送され、
2022年3月31日をもってレギュラー放送を終了した『超かわいい映像連発!どうぶつピース!!』の後番組として、同年4月7日からレギュラー放送が開始された（初回は3時間半スペシャル（18:25 - 21:48））。

## 出演者
MC（運転手）
- 吉村崇（平成ノブシコブシ）

レギュラーパネラー（乗客）
- 3時のヒロイン（福田麻貴・ゆめっち・かなで） - パイロット版ではスタジオゲストとして3人とも出演していた。レギュラー版からはゆめっちの休養にともない福田とかなでの2人のみ出演。

ナレーター
- 大江戸よし々
- 岡本和浩

## ネット局
| 放送対象地域   | 放送局                    | 系列                                         | 放送日時           | ネット状況 | 備考       |
| -------------- | ------------------------- | -------------------------------------------- | ------------------ | ---------- | ---------- |
| 関東広域圏     | テレビ東京（TX）          | テレビ東京系列                               | 木曜 18:25 - 19:58 | 【制作局】 | 【制作局】 |
| 北海道         | テレビ北海道（TVh）       | テレビ東京系列                               | 木曜 18:25 - 19:58 | 同時ネット |            |
| 愛知県         | テレビ愛知（TVA）         | テレビ東京系列                               | 木曜 18:25 - 19:58 | 同時ネット |            |
| 大阪府         | テレビ大阪（TVO）         | テレビ東京系列                               | 木曜 18:25 - 19:58 | 同時ネット |            |
| 岡山県・香川県 | テレビせとうち（TSC）     | テレビ東京系列                               | 木曜 18:25 - 19:58 | 同時ネット |            |
| 福岡県         | TVQ九州放送（TVQ）        | テレビ東京系列                               | 木曜 18:25 - 19:58 | 同時ネット |            |
| 岐阜県         | 岐阜放送（GBS）           | 独立局                                       | 木曜 18:25 - 19:58 | 同時ネット | [ 注 2 ]   |
| 滋賀県         | びわ湖放送（BBC）         | 独立局                                       | 木曜 18:25 - 19:58 | 同時ネット |            |
| 奈良県         | 奈良テレビ（TVN）         | 独立局                                       | 木曜 18:25 - 19:58 | 同時ネット |            |
| 和歌山県       | テレビ和歌山（WTV）       | 独立局                                       | 木曜 18:25 - 19:58 | 同時ネット |            |
| 三重県         | 三重テレビ（MTV）         | 独立局                                       | 金曜 19:55 - 20:50 | 遅れネット |            |
| 岩手県         | テレビ岩手（TVI）         | 日本テレビ系列                               | 日曜 16:00 - 16:55 | 遅れネット |            |
| 福島県         | 福島中央テレビ（FCT）     | 日本テレビ系列                               | 日曜 13:00 - 13:55 | 遅れネット | [ 注 3 ]   |
| 愛媛県         | 南海放送（RNB）           | 日本テレビ系列                               | 土曜 15:00 - 15:55 | 遅れネット |            |
| 山形県         | テレビユー山形（TUY）     | TBS系列                                      | 日曜 13:00 - 13:55 | 遅れネット |            |
| 長野県         | 信越放送（SBC）           | TBS系列                                      | 日曜 14:00 - 14:54 | 遅れネット | [ 注 4 ]   |
| 長崎県         | 長崎放送（NBC）           | TBS系列                                      | 土曜 16:00 - 16:54 | 遅れネット | [ 注 5 ]   |
| 熊本県         | 熊本放送（RKK）           | TBS系列                                      | 土曜 12:10 - 13:05 | 遅れネット |            |
| 鹿児島県       | 南日本放送（MBC）         | TBS系列                                      | 土曜 13:00 - 14:00 | 遅れネット |            |
| 宮城県         | 仙台放送（OX）            | フジテレビ系列                               | 土曜 12:55 - 13:50 | 遅れネット | [ 注 6 ]   |
| 秋田県         | 秋田テレビ（AKT）         | フジテレビ系列                               | 土曜 14:00 - 14:55 | 遅れネット | [ 注 7 ]   |
| 石川県         | 石川テレビ（ITC）         | フジテレビ系列                               | 土曜 15:00 - 15:55 | 遅れネット | [ 注 8 ]   |
| 静岡県         | テレビ静岡（SUT）         | フジテレビ系列                               | 土曜 12:00 - 12:55 | 遅れネット |            |
| 広島県         | テレビ新広島（tss）       | フジテレビ系列                               | 土曜 13:00 - 14:00 | 遅れネット |            |
| 高知県         | 高知さんさんテレビ（KSS） | フジテレビ系列                               | 土曜 14:00 - 14:55 | 遅れネット |            |
| 青森県         | 青森朝日放送（ABA）       | テレビ朝日系列                               | 日曜 10:55 - 11:50 | 遅れネット |            |
| 宮崎県         | テレビ宮崎（UMK）         | フジテレビ系列 日本テレビ系列 テレビ朝日系列 | 火曜 14:45 - 15:45 | 遅れネット | [ 注 9 ]   |
| 新潟県         | テレビ新潟（TeNY）        | 日本テレビ系列                               | 不定期放送         | 遅れネット |            |
| 大分県         | 大分放送（OBS）           | TBS系列                                      | 不定期放送         | 遅れネット |            |

### 過去のネット局
- 山陰放送（BSS・TBS系列） - 番組開始から日曜 16:00 - 16:54に放送されていたが、2023年9月打ち切り。
- 富山テレビ（BBT、フジテレビ系列 - 番組開始から2023年3月までは日曜 1:15 - 2:15（土曜深夜）、2023年4月から9月までは土曜 10:50 - 11:50、同年10月8日から2024年2月25日までは日曜 9:00 - 10:00、2024年3月2日から5月25日までは土曜 12:00 - 12:55にて放送。同年6月以降はネットしていない[2]。
- 青森放送（RAB、日本テレビ系列） - 番組開始から土曜 12:00 - 12:55に放送されていたが、読売テレビ制作・日本テレビ系列全国ネットの『サタデーLIVE ニュース ジグザグ』開始に伴って2025年3月打ち切り、4月以降は青森朝日放送へ移行。

※三重テレビを除く独立局では、同時ネットで放送されているが、あくまで番販ネットのため、自主編成で臨時非ネットおよび遅れネットになることがある。

## スタッフ
- ナレーター：大江戸よし々
- 構成：細川拓朗、岩田竜二郎/澤井直人
- カメラ：宮川量康【週替り】、テクノマックス【毎週】
- 照明：栗林智之
- 美術進行：古川大規
- 編集：今田隆之、平井剛、守屋弥生、二宮直人、針谷大吾【週替り】
- MA：村上敏之、古谷栄美、上松紗弓【週替り】
- 音効：戯音工房
- 写真動画提供：アフロ、ながのフィルムコミッション、ゲッティ、ピクスタ【週替り】
- ロゴ制作：KINICHI
- 番宣：石津早也果（一時離脱→復帰）、川合真鈴【週替り】
- デスク：後藤由枝、秋場香織
- AD：山川卓也、山田望、井戸田絵里加、名木田一貴、真柄武史、吉田梨乃、川俣達、横川祥也、黒木大夢、鈴木麻央、青木俊輔、羽根田翼、山崎愛弥、村田瑞季、大貝真喜子、渡辺俊一、原尚輝、兼子脩英、阿部泰地、川邊あずさ、野口洸平、松井一生、島田洸平、須藤彩加（和）、福田宏美、坂井勇貴、藤井瑛亮、河原悠汰、吉田武蔵、南雲藍、沖田貴之、島田凌雅、清水萌椰、大村将史、生稲杏夕、奈良陸、久野滉太、海老原正希、大居恵梨、山﨑千暖、吉田頼、前林晃輔、上村慈蓮、坪田涼佑、八十島正、鈴木那緒、荒木陸、渡邉桃華、石川康太、藤田純也、前橋未幸、北村美優、金子涼雅、菅井優哉【週替り】
- 制作進行︰幸山慎平（以前はAD）
- AD/ディレクター︰原眞美【週替り】
- AP：月村美貴、奥田照美【毎週】、中村健二、悉知卓矢、高橋尚輝、佐藤由紀乃、橋本瑞枝、小林実央、伊藤哲（伊藤→以前はディレクター）【週替り】
- ディレクター：宮崎正志、山野上愛、山田翔太（山田→以前は演出）、青木洋輔、小林健太、塚本洋平、井宮権人、杉本諭久、鈴木住雄、岩田良、柿沼嘉成、渡邊永人、尾崎貴志、川﨑俊明、黒岩稔輝、岡山薫、俵木花純、長沢孝至、齊藤友哉、高橋幸子、森山晃輝、時岡大輝、堀井穂高、越智優、白鳥悠、石岡孝利、石井隆文、木村慶彦、広（廣）田剛己、堀野拓己、中島孝志、齋藤思優、森口拓真、石井大輝、牛窪真二、青木忠明、片岡大地、岩間瑞季、南波玲樹、阿多野淳、小澤雄介、中村優一郎、笹原有翔、福島佑太、安藤幹、市村祐真、狩野早耶、高山倖典、中村健、延原春華、吉田拓矢、福岡小春、三浦信一、玉川晃、片山陽、鈴木博久、飯島康祐、森田洋（祥）平、吉田頼、前林晃輔、角谷幸樹、豊川康成、木下綾香、岩田良（堀野→以前は毎週AD、石井大・南波・小澤・狩野・飯島・前林・木下→以前は週替りAD）【週替り】
- 演出：田中友洋、市葉純一、柴田琢朗、柳川邦顕、澁谷優介、木塚圭司（柳川・澁谷→以前はディレクター、木塚→以前は演出→総合演出→一時離脱）【週替り】
- 演出/プロデューサー：石井辰之介【週替り】
- 総合演出︰村田充範（以前は演出）
- プロデューサー：宇賀神敬行（2024年10月3日 - ）、青山海太【毎週】、白鳥秀明、大森亮平、風見裕子、染谷薫、櫻井謙、村田麻衣、村上徹夫（雄）、箕臼高志、土屋美月、岡野彰男【週替り】
- チーフプロデューサー：木村健作（2025年4月3日 - ）
- 制作協力：PROTX【毎週】、LDL、octagon、KRYdear、エレファント社、東京ビリビリ団【週替り】
- 製作著作：テレビ東京

### 過去のスタッフ
- カメラ：近藤剛史、臼本泰一、藤本茂樹
- AD：阿部龍一郎【毎週】
- 演出・プロデューサー：穂苅雄太
- チーフプロデューサー：越山進